# Савва Богоугодник
Савва Печерский Богоугодник (XIII в.) — инок, Киево-Печерского монастыря, чудотворец. Православный святой, почитается в лике преподобных.

## Память
Память совершается (по новому стилю):
- во 2-ю неделю Великого поста — в Соборе всех преподобных отцов Киево-Печерских и всех святых, в Малой России просиявших;
- 7 мая (24 апреля по ст. ст.) - издавна празднуется отдельно память преподобного Саввы Богоугодного, в день святого мученика Саввы Стратилата;
- 11 октября (28 сентября по ст. ст.) — в Соборе преподобных отцов Киево-Печерских Ближних пещер.

Существуют совместные тропарь и кондак прп. Алексию Затворнику и прп. Савве Печерскому.

## Житие
Преподобный Савва Печерский подвизался в Ближних пещерах Киево-Печерского монастыря в XIII веке. Данных о житии и подвигах преподобного подвижника сохранилось довольно мало. Житие прп. Саввы в Киево-Печерском Патерике 1661 г. архим. Иннокентия (Гизеля) не описано.
В книге монаха Печерской лавры Афанасия Кальнофойского «Тератургима», изданной в 1638 году на карте Ближних пещер упомянут как «св. монах Савва чудотворец», а в 1661 и 1703 годах как «Сава чудотворец».

## Мощи
Нетленные мощи святого Саввы Печерского находятся в Ближних (Антониевых) пещерах Киево-Печерской лавры. 
На современной карте-схеме 2004 г. Ближних пещер указаны под номером 19.